# Leiomitra
Leiomitra là một chi rêu trong họ Trichocoleaceae.